# Acianthera punctatiflora
Acianthera punctatiflora é uma espécie de orquídea epífita, família Orchidaceae, do Rio de Janeiro e São Paulo, Brasil, Desde 2010 esta planta  encontra-se classificada na secção Cryptophoranthae de Acianthera, mas antes era conhecida como Cryptophoranthus punctatus. Os Cryptophoranthus são as espécies brasileiras de Acianthera com caules curtos e flores juntas ao substrato. Suas flores têm as extremidades das sépalas coladas formando uma pequena janela. Trata-se da espécie deste grupo que tem as flores mais escuras e aglomeradas, com folhas longas e flexíveis.

## Publicação e sinônimos
- Acianthera punctatiflora (Luer) Pridgeon & M.W.Chase, Lindleyana 16: 246 (2001).

Sinônimos homotípicos:
- Pleurothallis punctatiflora Luer, Monogr. Syst. Bot. Missouri Bot. Gard. 20: 16 (1986).
- Cryptophoranthus punctatus Barb.Rodr., Rev. Engenh. 3: 9 (1881).
- Acianthera punctata (Barb.Rodr.) F.Barros, Bradea 8: 295 (2002), nom. illeg.